# Tricentrogyna floridora
Tricentrogyna floridora là một loài bướm đêm trong họ Geometridae.